# Зоја (царица)
Зоја (грч: Ζωή, рођ. око 978. — умрла јуна 1050) била је византијска царица од 1028. до своје смрти 1050. године.
Зоја је била ћерка Константина VIII (1025—1028) који је своју самосталну владу започео под старе дане након смрти његовог брата Василија II. Док је Василије остао заклети нежења, Константин је имао три ћерке Еудокију, која се замонашила, а затим Зоју и Теодору. Цар се тек на самрти посветио бризи за будућност Македонске династије и Зоју је удао за цариградског епарха Романа Аргира. Роман III Аргир је женидбом тако задобио владарски легитимитет и продужио владавину старе Македонске династије. Ипак, Зоја, која је већ имала педесетак година, није више могла да рађа, па се Роман окренуо љубавницама и ограничио Зоји новчану апанажу. Пошто је царски пар био несложан, препредени дворски евнух Јован Орфанотроф је царицу упознао са својим братом Михаилом који јој је убрзо постао љубавник, а Роман Аргир је 11. априла 1034. нађен мртав у свом купатилу.
Недуго након смрти првог мужа, Зоја се удала за Михаила који је сада владао као Михаило IV Пафлагонац. Јован Орфанотроф је Зоју ставио под надзор и лишио је сваке власти, док је нови цар Михаило IV савесно вршио владарске дужности и поред честих напада епилепсије. Михаило IV је најпосле умро 10. децембра 1041. након чега је цар постао његов и Јованов синовац Михаило V кога је претходно царица Зоја усвојила. Тек пошто је млади Михаило протерао свог моћног стрица Јована Орфанотрофа, а затим и царицу Зоју, у Константинопољу је дошло до народне побуне у којој је Михаило V Калафат свргнут, а Зоја је постављена на престо заједно са својом сестром Теодором.
Две царице су се јако лоше слагале и Зоја је решила да се поново, по трећи пут, уда и тако реши питање владарског ауторитета. Њен избор је пао на Константина Мономаха са којим се венчала 11. јуна 1042. уз упадљиво одсуство патријарха који је одбио да лично венча двоје супружника којима је то, сваком понаособ, био трећи брак. Зоја више није играла важнију улогу у византијској високој политици и преминула је у јуну 1050. године.

## Њен отац и сестре
Новембра месеца 1028. Константин VIII, цар Византије, осећајући се врло болестан, а будући уосталом стар скоро седамдесет година, сети се да је време да помишља о уређењу наследства престола. Можда ће изгледати чудновато да, као последњи мушки представник македонске династије, Константин VIII није раније помишљао да сврши један тако важан и тако нужан посао. То је зато што Константин VIII, целога живота, није никад ни на шта мислио.
Од детињства удружен са својим братом, Василијем II, он је педесет година живео у сенци тога енергичног и моћног владара, не бринући се нимало о јавним пословима, не узимајући од власти ништа друго сем користи и задовољства. Затим, кад је Василијева смрт од њега створила једном господара царства, није се могао решити да се одрекне својих старих и драгих навика, и продужио је, као и раније, да живи без брига и да све пусти да иде како иде. Велики трошаџија, он је немилице расипао уштеду коју је стрпљиво прикупила мудрост његовога брата. Велики пријатељ уживања и стола — одлично је умео да припрема ручкове и није сматрао за понижење да према потреби сам проналази сосове, — он се с таквом ревношћу предавао тим забавама да је тим начином живота постао костобољан у толикој мери да готово није више могао ићи. Уз то, обожавао је хиподром, одушевљавао се циркуским свађама, до лудила волео борбе животиња и представе. Најзад, волео је и игру, и кад би имао напрстака у рукама заборављао би све остало, посланике које је требало да прими и послове које би требало расправљати; заборављао је чак и своје најдраже задовољство, сто, и проводио по читаве ноћи у игри. Појмљиво је, да је међу толиким забавама које су га свега заузеле, био заборавио да је он последњи човек своје династије и да за наследнике оставља само три неудате кћери.
Оне су се звале Евдокија, Зое и Теодора. О најстаријој, Евдокији, историја мало говори. То је била особа простих склоности, осредње памети, исто тако осредње лепоте: болест коју је имала у детињству нагрдила јој је лице за цео живот. Зато је рано ушла у манастир и од тада се није више говорило о њој. Њене две сестре су биле од друге врсте, и сасвим друкчије занимљиве; обе су ипак, чудним удесом, лагано сазревале у тами гинекеја. Ни њихов стриц Василије, који их је међутим врло волео, али који је, изгледа, презирао жене — сам се никад није женио, — ни њихов отац Константин није се бринуо да их удоми. И то су биле 1028. г. девојке одавно пунолетне: Зое је имала педесет година, Теодора не много мање.

## Удаја а Романа Аргира
Тим двема принцезама мало позрелијим требало је да припадне престо Константина VIII. Али мада је, од доласка македонске династије, закон о наслеђу престола у Византији постао довољно напредан да нико не би негодовао видећи да царство прелази у женске руке, василеус је ипак увидео да у тим тешким приликама један човек не би био наодмет у двору, и он поче на брзу руку тражити за своју кћер Зое, коју је највише волео, и која му се чинила највише створена за власт, мужа који би поред владарке имао улогу цара-супруга. Помишљао је на једног јерменског племића, који се звао Константин Даласен, и он пошље по њега. Али Константин је био на своме имању, далеко од престонице, а ствар је била хитна. Предомисливши се, цар се тада обрати управнику вароши, Роману Аргиру. То је био човек из отмене породице и лепе спољашњости, мада му је било прошло шездесет година; на несрећу, он је био ожењен, волео је своју жену, а ова га је обожавала. Та тешкоћа није зауставила Константина VIII. Кад би нешто хтео, он би брзо свршавао, и налазио разлоге који не трпе поговора: Роману је дао да бира између развода и губитка вида; и да би брже преломио његов отпор, а нарочито одупирање његове жене, он нареди, чинећи се врло разјарен, да се управник одмах затвори. На ту вест, Романова жена, врло узбуђена, разумеде да она треба да се изгуби, ако хоће да спасе свога мужа; она оде у манастир, а Роман се венча са Зојом. После три дана Константин VIII умре, мирне душе, а његове две кћери и зет узеше владу у своје руке.

## Особине
Од тада па за четврт века, Зое Порфирогенита ће испуњавати царску палату својим саблажњивим пустоловинама, а њена историја је зацело једна од најзанимљивијих које су нам сачували византијски летописи, и једна од најпознатијих. Док смо о већини владара који су се рађали у Светој Палати тако непотпуно обавештени да с тешком муком можемо насликати њихове најблеђе скице, десило се напротив да нам се Зое појављује у најјаснијој светлости. Она је заиста имала ту срећу — за нас — да њен историчар буде један од најинтелигентнијих, најзнаменитијих људи које је Византија дала: то је Михаило Пселос, чија је хроника, или пре мемоари које је писао о историји свога доба, издата пре једно тридесет година.
Блиски пријатељ царичин, посвећен као велики коморник и као министар у све дворске сплетке, радознао да све види, лаком на сва оговарања, неуздржљив и брбљив преко мере, Пселос је открио са изванредном услужношћу, а каткад и са чудном слободом у речима, све што је видео или чуо око себе. Нема ни једне тајне у коју он није проникао, ни једне појединости, чак и најличније, коју он не би имао начина да дозна; а како је имао бескрајно много духа, хумора, заједљивости, приче које је он саставио о тим догађајима од најзабавнијих су и најукуснијих ствари на које се могло наићи. Без сумње, не треба узети дословце све што он прича; дешава му се да чудно изопачи чињенице, кад се политика, у којој је он играо велику улогу, сувише непосредно умеша у историју; али кад то изузмемо, он је сасвим веродостојан, а како је по својој природној радозналости увек у заседи за најмањим догађајем, рано и врло пажљиво отворио очи, он је уопште врло добро обавештен. А затим, то је таква срећа, међу толиким сувим и досадним хроничарима, наћи најзад једног даровитог човека који уме да види и који зна да пише, једног уметника у тешкој вештини сликања и оживљавања личности, једног несравњеног приповедача зачињених анегдота. Могло би се без претеривања рећи да Пселос подсећа на Волтера: и, заиста, као Волтер, он се лаћао свега, писао је о свему. Остале су од њега, осим његове историје, стотине ситнијих дела, о најразноврснијим предметима, беседе и песме, писма и памфлети, филозофске расправе и физичка дела, радови из астрономије, физиологије и чак из демонологије. И свуда је, као Волтер, уносио једну заједљиву живост, један ђаволски дух, и свестрану радозналост. Смелошћу своје мисли, оригиналношћу својих идеја, Пселос је био један од најистакнутијих људи свога времена; својом љубављу спрам' класичне старине и спрам платонске филозофије, он је, усред XI века, као неки претеча Препорода.
И без сумње, код њега се карактер не може: мерити с умом. По својој осредњој души, склоностима ка сплеткама, по ропском ласкању, наглом и саблажњивом мењању мишљења, и по нискости својих палинодија, као и по детињастој и болешљивој сујети, Пселос је савршен представник тога дворског света, те труле Византије у којој је живео. Али зато нас је он тако лепо упознао с тим друштвом, да је по томе заиста неупоредив.
У тренутку кад се, са својим мужем Романом, Зое попела на престо Византије, она је, кажу, у пркос својих педесет година, још изванредно лепо изгледала. Пселос, који ју је добро познавао, дао је једну њену врло занимљиву слику. Она је, изгледа, личила на свога стрица Василија: имала је крупне очи, које су осенчавале густе обрве, мало кукаст нос, дивну плаву косу. Њено лице, и цело тело, засењавало је од белине; цела њена особа одавала је несравњен склад и љупкост. Пселос каже:
Ко не би знао њене године, мислио би да види једну сасвим младу девојку.
Није имала ни једне боре и по казивању историчара:
Све је на њој било пуно и глатко.
Средњега раста, али танка и лепо скројена, имала је сасвим господске линије. И мада је доцније мало одебљала, њено је лице до краја остало необично младо. Од седамдесет година, кад су јој руке Дрхтале и повијена леђа показивала старост, „њено лице, изјављује Пселос, сијало је сасвим свежом лепотом.“ Једном речју, она је имала отмен изглед, заиста царско држање. Па ипак, није се претерано покоравала захтевима церемонијала. Много се бринући о својој лепоти, више је волела да се види у простом оделу него у тешким хаљинама везеним златом, које је захтевала етикета, него под тешким украсом дијадеме и раскошног накита; „лаком хаљином“, како се изражава њен биограф, „покривала је своје лепо тело.“ Али је зато обожавала мирисе и косметичка средства; она их је поручивала из Етиопије и Индије, и њено одељење, где су целе године буктале велике ватре за справљање помада и мириса које су јој правиле собарице, личило је на какав лабораторијум. У њему је она уосталом најрадије живела; мало је волела оштар спољни ваздух, шетње по баштама, све што може потамнети привидан блесак једнога лица и покварити једну лепоту која већ мора да се брани.
Осредње памети, савршена незналица, Зое је, по нарави била жива, напрасита, љута. Безбрижно и лако, она је решавала о животу и смрти, брза да се одлучи, и да промени мишљење, без много логике и чврстине, и она је државне послове претресала са истом лакомисленошћу као и забаве гинекеја. Поред свога лепог изгледа, то је у главном била једна доста неспособна владарка, помало будаласта, врло сујетна, детињаста, ћудљива, превртљива, која је врло радо примала ласкања. Похвала њене лепоте доводила би је у усхићење. Уживала би да јој се говори о старости њене породице и о слави њеног стрица Василија, а још више кад јој се говори о њој самој. И за дворане је била постала забава да је варају: како нико не може да њу види а да одмах не остане као громом погођен. Много трошећи на себе, глупо издашна спрам других, она је безумно расипала новац; али понекад је умела да буде неумољива и свирепа. Као добра Византинка, најзад, била је побожна, али оном сасвим спољашњом побожношћу која гори тамјан пред иконама и пали воштанице по олтарима. А нарочито је била из основа лена. Државни послови били су јој досадни; ни женски радови нису је више занимали. Она није волела ни да везе, ни да тка, ни да преде; остајала је по читаве сате беспослена, блажена. И кад се види каква је, може се разумети да је њен стриц Василије, тако делатан, тако неуморан, њу помало презирао, мада ју је врло волео.
Та плава, мекушна и олака особа носила је уз то доста обеспокојавајуће наследство. Унука онога Романа II, који је умро млад зато што је сувише живео, и чувене и изопачене Теодоре, кћери онога забављача Константина VIII, она је имала од кога да наследи онај лепи темперамент љубавнице који ће ускоро открити. Врло горда на своју лепоту, уверена да је неодољива, бесна што је у гинекеју изгубила најлепше године своје младости, пуна незадовољеног жара, и заведена привлачношћу непознатога, она ће, са својих пуних педесет година, испуњавати варош и двор гласовима о својим пустоловинама са толико ватрености и тако мало уздржавања да су њени савременици сумњали каткад у потпуну равнотежу њенога разума.
Ожењен том женом опојном и радозналом за нова узбуђења, Роман Аргир је сматрао да је дужан себи, жени, покојном цару своме тасту и државним разлозима да што пре да царевини наследника. И овде већ треба да упутим читаоца Пселу, да ту види каквим су се средствима — час магијским час физиолошким, — каквом зналачком комбинацијом разних масти, трљања и амајлија, Роман и Зоја трудили да остваре своју жељу. Али, на том послу, цар се брзо досети да он има шездесет година, што је много, и да царица има педесет, што је сувише; и одуставши од своје жене, и од државних разлога, он се задовољио да управља монархијом. Роман је својој супруги укинуо новчана средства.

## У браку са Романом

### Ратовање цара Романа
Образованом Роману је способност недостајала у потпуности, пред очима су му лебдели велики историјски узори које је као прави епигон, опседнут безграничном славом, покушавао опонашати. Час је његов идеал био Марко Аурелије па би водио филозофске разговоре, шас Јустинијан те би започео градњу какве раскошне грађевине, час опет Трајан и Хадријан — па би се уображавао да је војсковођа и обожава рат, све док га озбиљан пораз, који је доживео у Сирији није донекле отрезнио. После Романа, команду је преузео изванредни војсковођа Георгије Манијакис, који се тада први пут појавио на историјској сцени. Успеси Георгијеви су крунисани освајањем Едесе, 1032. године и тако успео, још једном истакнути надмоћ Византијског царства.

### Нови закони
Током своје шестогодишње владавине, Роман III је укинуо низ законских одредби које су ограничавале племство, превасходно опозвавши алиленгион (додатни порез на напуштену сељачку земљу) ослободивши племство плаћања једног дела пореза односно ускративши царску благајну за већину прихода. Цар Роман, као типичан представник моћника, није ни помишљао на та да се супротстави вољи велепоседничке аристократије. Старији закони, који су моћницима забрањивали присвајање сељачких и стратиотских добара, нису додуше били службено опозвани и савесни су их поштовали још неко време ка важеће право. Али било је довољно и то што је прекинут дуги низ закона који су штитили мали посед, јер иако ни прописи прошлог века упркос својој строгоћи нису успели обуздати куповину сељачких и војничких добара, сада је све наклоњеније пасивно држање владе омогућило пун развој експанзионистичке моћи велепоседника моћници су победили у сваком погледу, како политички, тако и привредно. Срушена је брана коју је централна власт од 919. до 1025. године подигла против племићке похлепе за земљом. Пропаст малопоседа почела је необуздано напредовати. Велепосед је усисао сељачка и војничка добра и њихове власнике претворио у своје подложнике. Тиме је сломљена осовина благајне на коме је држава почивала моћ Византије почивала четири века, одбрамбена и порезна снага земље је почела пропадати, а осиромашење државе које је из тога произишло све је више смањивало њену војну силу.

### Односи између супружника
Ожењен том женом опојном и радозналом за нова узбуђења, Роман Аргир је сматрао да је дужан себи, жени, покојном цару своме тасту и државним разлозима да што пре да царевини наследника. И овде већ треба да упутим читаоца Пселу, да ту види каквим су се средствима — час магијиским час физиолошким, — каквом зналачком комбинацијом разних масти, трљања и амајлија, Роман и Зоја трудили да остваре своју жељу. Али, на том послу, цар се брзо досети да он има шездесет година, што је много, и да царица има педесет, што је сувише; и одуставши од своје жене, и од државних разлога, он се задовољио да управља монархијом. Роман је својој супрузи укинуо новчана средства.

### Зоја упознаје Михаила
То није ишло у рачун госпођи. Јако увређена, прво у своме поносу, што је тако одбачена, Зоја је била незадовољна још из других разлога, који немају никаква посла са самољубљем и са државним разлозима; уз то,. као да је ишао да преврши меру. Роману је, у исто време кад ју је напустио, пало на ум да одједном обузда њене луде трошкове. Помамљена, и осећајући више но икад привлачност пустоловина, Зое је тражила утехе, и без муке је нашла. Она је одликовала Константина, који је на двору вршио дужност великога телохранитеља, а за њим другог једног Константина, из велике породице Мономаха, кога је његово сродство с царем увело у двор. Обојица су јој се допала за тренутак због своје лепоте, љупкости, младости; али та је милост мало трајала. Ускоро Зоја утврди свој избор на другом једном љубавнику. Међу пријатељима Романа III био је један евнух, по имену Јован, човек уман, искварен, и у великој милости код цара. Тај Јован је имао једнога брата, који се звао Михаило, младић необичне лепоте, жива ока, бела лица, господског стаса, чију заводничку и неодољиву драж савремени песници сложно хвале. Јован га представи двору; он се допаде цару, који га узе себи у службу; он се још више допаде царици, код које се одмах разбукта велика страст. И „како је она“, каже Псел, „била неспособна да заповеда својим жељама“, Није се смирила док јој лепи Михаило није вратио љубав.
Онда се у двору одиграла једна врло занимљива комедија, коју је Псел испричао не без нешто заједљивости. Пре је Зоја из свег срца мрзела сељачког сина из Пафлагоније, изузетно способног, али и потпуно бескрупулозног човека, који је заправо повлачио конце интриге евнуха и монаха Јована Орфанотрофа; сад, да би имала прилике да говори о ономе кога је волела, она га је љубазно предусретала, звала га себи, и казала му да каже своме брату да ће, кадгод се пријави, наићи на леп дочек код своје владарке. Младић, који није разумео ту наглу и необичну благонаклоност, долазио је код Зоје на подворење, доста збуњена изгледа, узбуђена и поцрвенела лица. Али га је царица храбрила; она му се љубазно смешила, ублажавала је за његову љубав строгост своје страшне обрве, чак му је издалека напомињала своја осећања спрам њега.

### Михаило као царичин љубавник
Михаило, кога је брат упућивао, најзад, разумеде. Он постаде дрзак; од нежних покрета он пређе на пољупце; ускоро, он се још више осмели, „мање занесен“, можда вели безобразно Псел, „дражима те госпође мало више зреле него поласкати у своме поносу славом једне царске пустоловине“. Зоја, врло озбиљно занета, показала се врло необазрива. Виђали су је како пред светом љуби свога милосника, како седа с њиме на исту софу. Природно, уживала је да свога љубимца кити као каквог идола, покривала га је накитом и сјајним оделом, и обасипала скупоценим поклонима. Још више: једнога дана паде јој на ум да га посади на сам царски престо, с круном на глави и скиптром у руци, и прибијајући се уз њега, тепала му је најнежнијим именима:
Идоле мој, лепи цвете мој, радости мојих очију, утехо моје душе.
Један од дворских људи, који случајно уђе, умало не паде у несвест пред тим неочекиваним призором; али Зоја, не бунећи се, заповеди му да клекне пред ноге Михаилове изјавивши:
Он је отсад, он ће једнога дана заиста бити цар.
Цео је двор знао за везу Михаила и Зоје. Једини Роман није, наравно, ништа опажао. Неколико његових пријатеља, и сестра му Пулхерија, која је мрзела царицу мислили су да треба да му отворе очи. Али цар није хтео ништа да верује: и како је то био више доброћудан владар, он се задовољио што је позвао Михаила у свој кабинет и питао га шта је истина од целе те историје. Овај је тврдио да је он невина жртва гнусних клевета; и василеус, убеђен, заволи га још више него пре. Да би му показао своје поверење, он је дотле ишао да га је увео у приватни живот царске одаје; у вече, кад би лежао у постељи поред Зоја, звао је младога човека код постеље и молио га да му трља ноге. Један мало одвише чедан хроничар каже:
Је ли вероватно да му се никад није десило да радећи то не додирне василисине ноге?
Роман се није много бринуо о томе; тај цар није био љубоморан муж.
А било је још нешто што га је сасвим умирило, ако је то било потребно. Лепи Михаило патио је од једне врло непријатне болести: имао је наступе падавице. Владар је потом изјавио:
Заиста, такав један човек не може да воли ни да буде вољен.
Ипак, с временом, Роман није више могао сумњати у своју несрећу; али, будући филозоф, више је волео да до краја ништа не види. Он је познавао Зое; знао је да се, ако јој одузме Михаила, излаже опасности да је баци у нове многобројније пустоловине, и сматрајући да је за царско достојанство боља једна једина и трајна веза него читав низ видних скандала, он систематски затвори очи пред очевидношћу. Пселос каже:
И веза царичина би отворено објављена, и изгледало је да је добила снагу закона.

## Романова смрт и Михаило постаје цар
Међутим, Роман се на очиглед мењао. Није више јео, рђаво је спавао; нарав му се променила. Постао је напрасит, љут, непријатан; није се више: смејао, сумњао је у свакога, љутио се за сваку ситницу; нарочито је жалосно опадао. Он је упорно хтео да савесно врши своју царску дужност; али под тим лепим парадним оделом он је изгледао као мртвац, измучена лица, жуте боје, кратког и задиханог даха; коса му је опадала и остављала широке празнине. Изгледа да су Михаило и Зоја давали несрећном цару, који им је ипак врло мало сметао, неки спори отров који је требало да их ослободи његовог досадног присуства. Али ствар још није ишла довољно брзо по жељи заљубљене царице. Зато, како је на велики четвртак ујутру 11. 04. 1034. године цар отишао у купатило, у тренутку кад је, по обичају, загњурио главу у воду базена, неколико упућених слугу задржаше му је у том положају мало дуже но што би требало; извукоше га из воде онесвешћеног и три четврти угушеног. Однеше га у постељу; једва је дисао; није више могао да говори; међутим, дошавши себи, још је тражио да знацима изрази своју вољу. Али видећи да га не разумеју, он тужно затвори очи, и после кратког ропца, издахну. Зоја се, у тим приликама, није чак ни потрудила да сакрије своја осећања. Дотрчавши, на прву вест о несрећи, у царску собу, да би се сама уверила у каквом се стању налази њен муж, она није сматрала за потребно да присуствује његовом последњом часу. Имала је пречих брига.
Зоја је мислила само на једну ствар: да осигура царство Михаилу. Узалуд су је дворски људи,. стари службеници њенога оца Константина, опомињали да промисли мало, да своју руку да само најдостојнијем, нарочито да се сувише не потчињава своме новоме супругу. Она је мислила само на свога љубазника. С друге стране, евнух Јован, лукав политичар, журио ју је да се што брже реши и говорио је:
Ми смо сви пропали ако се оклева.
Не чекајући дакле више, исте ноћи, између великог четвртка и петка, Зоја позва Михаила у двор; она му даде да обуче царско одело, метну му круну на главу, посади га на престо, седе поред њега, и заповеди свима присутнима да га признају за законитог владара. Патријарх, позват усред ноћи, журно дотрча. Мислио је да ће наићи на Романа; наместо њега он нађе у великом златном Триклинијуму Зоја и Михаила у свечаном оделу, и царица му затражи да без одлагања благослови њено венчање са новим василеусом. Првосвештеник се устезао: да би га приволели, начинише му богат поклон од педесет ливара у злату, и обећаше исту толику суму за његове свештенике: пред тим доказима он се приклони и послуша. Сутрадан ујутру, буде позван и Сенат да ода своје поштовање новом господару и да учини последње почасти дојучерашњем. И док су Романа III, који се није могао познати и био већ у распадању, односили, по обичају, откривена лица, — Псел, који је видео пратњу, дао је о томе призору слику са поражавајућим реализмом, — у Светој Палати великодостојници су понизно клечали пред Михаилом и љубили руку срећноме скоројевићу. Зоја није употребила ни двадесет п четири сата да постане удовица и да се преуда.
Зое је мислила само на једну ствар: да осигура царство Михаилу. Узалуд су је дворски људи,. стари службеници њенога оца Константина, опомињали да промисли мало, да своју руку да само најдостојнијем, нарочито да се сувише не потчињава своме новоме супругу. Она је мислила само на свога љубазника. С друге стране, евнух Јован, лукав политичар, журио ју је да се што брже реши: „Ми смо сви пропали, говорио је, ако се оклева.“ Не чекајући дакле више, исте ноћи, између великог четвртка и петка, Зое позва Михаила у двор; она му даде да обуче царско одело, метну му круну на главу, посади га на престо, седе поред њега, и заповеди свима присутнима да га признају за законитог владара. Патријарх, позват усред ноћи, журно дотрча. Мислио је да ће наићи на Романа; наместо њега он нађе у великом златном Триклинијуму Зое и Михаила у свечаном оделу, и царица му затражи да без одлагања благослови њено венчање са новим василеусом. Првосвештеник се устезао: да би га приволели, начинише му богат поклон од педесет ливара у злату, и обећаше исту толику суму за његове свештенике: пред тим доказима он се приклони и послуша. Сутрадан ујутру, буде позван и Сенат да ода своје поштовање новом господару и да учини последње почасти дојучерашњем. И док су Романа III, који се није могао познати и био већ у распадању, односили, по обичају, откривена лица, — Пселос, који је видео пратњу, дао је о томе призору слику са поражавајућим реализмом, — у Светој Палати великодостојници су понизно клечали пред Михаилом и љубили руку срећноме скоројевићу. Зое није употребила ни двадесет п четири сата да постане удовица и да се преуда.

## У браку са Михаилом Пафлагонцем
Цар Михајло показао се као способан владар и храбар војсковођа, али патио је од епилептичких напада који су временом постајали све чешћи и све жешћи. Сва власт припадала је лукавом евнуху Јовану, који је водио државу са великом спретношћу, али је немилосрдно повећао финансијске терете и поступао са крајњом безобзирношћу при утеривању пореза. Као присталица ниског порекла, Јован Орфанотроф био је отелотворење биократског централизма старог стила, толико је и његова управа имала антиаристократску ноту. Слој који је највише трпео била је војна аристократија Мале Азије, и стога је цариградско чиновничко племство испрва пристало уз владу. Михајло Псел, један од типичних представника грађанске странке, са задовољством истиче како влада Михајла Пафлагонца није ништа променила у предстојећем поретку и како уопште није наудила члановима сената, међутим, за становништво су безобзирне методе Орфанотрофове била тешка проба, поготово будући да он никада није губио из вида своју властиту добит те је и целу своју родбину хранио из државне касе.

### Стање на двору
Душа нове владе био је евнух Јован, брат царев. То је био човек жива духа, брзе одлуке, охола и строга погледа, одличан политичар и финансијер првога реда. Изванредно вичан јавним пословима, савршено обавештен о свему што се догађа у престоници и у Држави, он је чак и у граји светковина и вреви банкета ишао за остварењем својих амбиција. У самој ватри гозба, он је пажљиво мотрио на своје госте, и имао је ту драгоцену способност да, чак и кад је пијан, задржи тачно сећање на све што се око њега у пићу казало. Тако је он свима уливао спасоносни страх и бојали су га се још више кад је био пијан него кад је био трезан. Неограничено одан своме брату кога је обожавао, славољубив једино за њега, он је у његову службу стављао сав свој ум, своју вештину, своје: дубоко познавање људи. Он је некад бацио Михаила у наручја Зое; сад кад га је, благодарећи њој, начинио царем, сматрао је да је захвалност излишна; ствар кад се тиче царице. Сутрадан од његовог проглашења, цар се прво показивао врло љубазан спрам Зое, покоран свакој њеној вољи, тражећи сваку прилику да јој се допадне. Под утицајем свога брата он ускоро промени држање, Пселос каже:
Ја не могу за то ни да га кудим, ни да га, хвалим. Ја зацело не одобравам кад се неко покаже незахвалан спрам своје добротворке. А, међутим, не могу да му пребацим што се бојао да поред ње не дочека исту судбину као и њен први муж.
Михаило је и сувише добро познавао Зое, а, да не би био у искушењу да је се чува.
Он је почео тиме што је послао у изгнанство љубимце које је она некад одликовала. Затим, по савету свога брата, он одлучно узе власт у своје руке, и заповеди царици, да се повуче у гинекеј и да се убудуће уздржава од појављивања на званичним литијама. У исто време одузе јој евнухе, најверније жене, а на њихово место, да би мотриле: на њу, намести код ње госпође из своје родбине. Један официр одан Михаилу буде постављен на почасну службу царичину, и она је била у толикој мери одвојена да није могла више примати никога, ако се претходно није сазнало какав је посетилац и шта има да каже василиси. Чак су јој били забранили да излази из свога одељења, да се шета, да иде у купатило, без изричног овлашћења од цара. Зое је била огорчена због оваквог поступања, али није имала начина да се, одупре. Не клонувши духом, она се чинила као и дотле љубазна и савршено помирљива; без жаљења је подносила увреде и понижења, не пребацујући ништа Михаилу, не кривећи никога, љупка чак и према својим тамничарима који су били на челу гарде. Али, после свега што је била учинила за свога пређашњег љубазника, удар је био колико свиреп толико и неочекиван.
Што јој је било још теже, то је што се тај Михаило, кога је она некад толико волела, сад с гнушањем окретао од ње и чак није хтео више ни да је види. Поред тога што се осећао нелагодно, јер је на њена доброчинства одговорио таквом незахвалношћу, осећао је да постаје све болеснији, његови наступи падавице били су све чешћи и све јачи, и он се непрестано бојао да му не наиђе који пред Зое. Затим, како није био рђав човек, имао је гриже савести, и тражио да испашта своје грехе. Сад је живео само у друштву калуђера, у двору је био окружен аскетима у дроњцима покупљеним по улицама, и понизно, у знак покајања, легао је пред њихове ноге, с телом опруженим на једној дасци, с главом наслоњеном на камен. Зидао је болнице, цркве, нарочито је обожавао Димитрија, великог свештеника солунског; осећао је особиту побожност спрам Кузмана и Дамјана, светих врача, за које се у Византији веровало да лече најнеизлечивије болести. Али ништа није умирило његове патње и његово неспокојство. Онда му његове духовне вође, којима је био исповедио своје лудости и своје злочине, наредише да прекине сваку телесну везу са својом женом. И он је побожно слушао њихове заповести.

### Македонски устанак
За време Михајла Пафлагонца долазе сумњиви и скоројевићски елементи. Развија се и корупција. Притисак политички и економски огорчава људе и изазива протесте и побуне. Нови режим прекинуо је и са традицијом Василијеве политике у Маћедонији. За охридског архиепископа доведен је један Грк, Лав, учени хартофилакс цариградске Св. Софије. Тако је укинуто последње високо звање словенске хијерархије и окрњено право словенских епископа да бирају свог поглавара.
Међу Словенима још су биле доста живе традиције о својој држави и доста јака племенска свест у супротности према Грцима. Стога је сасвим разумљиво што се на притисак власти јавио јак и бунтован отпор. Тим пре, што је и нова пореска политика византијских власти, с одбијањем примања прихода "у природи", раздражила свет у Маћедонији. Отворен устанак изби, кад у земљу стиже из грчког ропства Петар Дељан, који се издавао за сина цара Радомира. Устанак је букнуо 1040. год. на северу, у околини Београда, на подручју угрожаваном од Печенега, где се Петар, вероватно, надао и помоћи од Мађара, пошто му је мајка, ако је он доиста био Радомиров син из првог брака, била мађарска принцеза. Устанак се брзо рашири по свој данашњој северној Србији и доприје до Ниша и Скопља.
У исто време изби и устанак у Драчу против тамошњег грамжљивог византијског заповедника, а на чело устанка дође неки Тихомир, као одличан војник. Очевидно је, већ по имену вође, да је у том устанку словенски елеменат узео жива учешћа.
Поред та два, избио је и устанак у Зети, најозбиљнији и најуспешнији. После убиства кнеза Владимира, прича Дукљанска Хроника, у земљи је настало безвлађе и злурадост. Которани су убили кнеза Драгомира с мотивацијом, да неће више владара који ће их притискати, и да је дошло време када владара нестаје. Али после грчког завојевања у земљи је настало тешко стање. Син Драгомиров, Доброслав, узео је на се перфидну улогу, да подбада Грке на све веће опачине, правећи им се иначе као пријатељ, а бунио је с друге стране народ против угњетача. И једног дана, киван на Грке, народ се диже и поби све њихове великаше, који се затекоше међу њима. Тада позваше Доброслава, који прими власт над народом и поче борбу за ослобођење. Тај Дукљанинов Доброслав у грчким списима зове се Стеван Војислав, и ми сви ово друго име, пошто се налази у поузданијим изворима, узимамо као право. Грци су нам забележили, да је први устанак међу Србима букнуо 1035/6. године, али да је брзо завршен једним наметнутим уговором. Војислав је био узет за таоца и одведен у Цариград, а надзор над побуњеном земљом поверен Теофилу Еротику. Војислав је наскоро побегао, дочепао се својих планина и почео борбу, завладавши убрзо читавим крајем од Захумља до Скадарског језера.
Зетском успеху знатно су помогли устанци Дељанов и Тихомиров. Као услед ватре подметнуте с више страна читав је Балкан буктао у побуни. Дељанова војска сједини се с Тихомировом. Да не би било борбе о првенство, Тихомир би убијен, а Дељан проглашен за јединог владара. Победоносна војска устаника продре чак до стародревне Тебе. Уз пут, као у Епиру, где су убили пореског старешину, придружише им се и други незадовољни елементи. Цар Михајло, уплашен, побеже у Цариград из Солуна, у коме се тад случајно налазио. Усред тих успеха стиже устанике несрећа. Алусијан, син фаталнога цара Владислава, који је био намесник у Ерзеруку, па ради неких неправилности стављен под истрагу и прогоњен, побеже у Европу и, чувши за устанак, јави се Дељану код Острова. Он је пожурио да се поставио као кандидат за престо, иако то није хтео одмах да каже. Дељан га је примио лепо, поделио чак власт с њим и дао му добар део војске, да с њом заузме Солун. Али неспособни Алусијан претрпи пораз. Да се освети Петру за прекоре стога, и да га уклони као такмаца, Алусијан га даде, на једној нарочито приређеној гозби, опити и ослепити. То недело не донесе му оно чему се надао; народ није био нимало вољан да пође за таквим човеком. Алусијан, видећи то, оде Грцима. Цар Михајло, обавештен о свему, пожури према Острову, нападе тамо пометену војску и порази је, а слепог Дељана зароби. Иза тог пође за Прилеп, који је бранио Манојло Ивац, вероватно сродник храброг војводе Самуилова. Пошто су освојили тај град Грци су пошли према северу, где су устаници дали последњи отпор код Бојане, близу Софије. Кад је и тај био скршен, 1041. год, читава Маћедонија допала је поново под грчку власт.
Срећнији беше у својим борбама Стефан Војислав. Протеравши грчке власти, он је у својој горовитој отаџбини био неометан од Грка све док није сам дао повода за напад. Цару Михаилу, који се бавио у Солуну, беше послата, вероватно из Јужне Италије, једна велика пошиљка злата од 10 кентенара. Бура је лађу са тим драгоценим теретом бацила на зетску обалу. Војислав је злато, које му је тако дошло на ноге, запленио и задржао, поред свих протеста царевих. Тада се цар Михајло одлучио да казни одметнутог кнеза. Евнух Георгије Проват доби наредбу да крене у Зету. Тај војсковођа западе у зетским кланцима у спремљену заседу, 1040. год, и би потпуно поражен. У овој борби нарочито се истакао Војиславов син Радослав, који је убио једног од грчких заповедника и тим унео прву забуну у њихову војску. Спречени Дељановим напредовањем, Грци нису могли да одмах понове напад, него су морали пустити, да се Војислав ојача и довољно спреми за даље борбе.

## Михаилова смрт
Временом ипак, лишена свега што је волела, Зоја се побуни. Она је знала да је популарна у престоници, као жена и као законита наследница монархије, а исто тако због своје дарежљивости којом је увек обиловала. Она се дакле побуни против поступања које је трпела; ускоро се усуди још више: покушала је, кажу, да отрује првога министра, рачунајући да кад се једаред извуче испод тог кобног утицаја, Михаило, кога је она једнако волела, вратиће јој се покорно. Њен покушај не успе, и једини резултат који је постигла било је пооштрење њене казне. И ствари су тако трајале до смрти цареве. Све болеснији, још ослабио од напора енергије коју је био уложио да стиша побуну Бугара, још млади Михаило је видео да ће скоро умрети. Мучен савешћу, желећи да живот бар заврши побожно, он нареди да га, децембра 1041. г. пренесу у један манастир који је он основао, и, по обичају многих Византинаца, да би завршио као светитељ, тамо обуче црну калуђерску ризу. Кад та вест стиже у царски гинекеј, Зоја, луда од бола, хтеде последњи пут да види тога мужа, тога љубавника, кога није могла да заборави, и презирући етикету, не водећи бригу о пристојности, она пешке отрча у манастир, да му каже последње збогом. Али Михаило, жељан да умре на миру, хладно одби да прими ту жену која га је обожавала и упропастила. Мало затим, он издахну, де дочекавши нове подухвате у Зети.

## Михајло Калафат долази на престо
Одавно предвиђајући шта ће се десити, евнух Јован био је предузео мере опрезности. Смрт Михаила IV, враћајући неминовно царици Зое у целости слободно располагање врховном влашћу, морала је сигурно срушити све наде које је овај властољубиви човек гајио за своју породицу. Зато је он навео цара да за живота придружи царству једнога од његових синоваца, који се исто тако звао Михаило, и да се користи популарношћу Зоином, да би том уљезу дао закониту инвеституру, и тако му прокрчио пут ка власти. Предложе, дакле, старој царици да усвоји тога младог човека; и, чудна ствар, поред увреда које су јој нанели, Зое је била и сувише срећна да пристане на жељу коју је био изјавио њен муж. Свечано, у цркви Влахерна у присуству сакупљеног народа, она изјави пред светим олтарима да усваја за сина синовца њенога супруга, после чега нови царевић прими титулу Цезара и достојанство наследника престола.
Као сви људи из његове породице, Михаило V био је врло скромног порекла. Његов је отац чак радио на пристаништу занат калафата, зато народ престонице, увек готов на подсмех, брзо даде младоме Цезару надимак Михаило Калафат. Он сам био је доста бедан човек, зао, незахвалан, притворан, пун потмуле злобе спрам свих својих добротвора. Његов стриц, цар Михаило, који га је добро познавао, није га много волео, и мада га је приближио престолу, држао га је у страни од послова и од двора. Његов стриц, евнух Јован, мада му је синовац указивао дубоко поштовање, исто му тако није веровао. И он је обилно оправдао све стрепње које је уливао.
Пренашање власти извршено је ипак без тешкоћа, кад умре Михаило IV. Стара Зое, са својом слабом душом, која се тако „лако дала навести“, како каже Пселос, „пристаде на све што се од ње тражило“. Евнух Јован, њен непријатељ и негдашњи гонилац, имао је само да јој укаже дубоко поштовање; он јој се баци пред ноге, и изјави јој да се у Држави ништа не може чинити без ње; закле јој се да ће њен посинак, ако се попне на престо, имати само име цара, и да ће она у ствари држати сву власт у рукама. Опсењена том вештом комедијом, очарана тим неочекиваним враћањем учтивости и утицаја, она пристаде, по обичају, на све што се од ње желело, и Михаило V буде проглашен за цара.

## Владавина Михајла Калафата
Нови владар је рђаво наградио све оне који су га уздигли. Прво се отарасио свога стрица Јована, и на његово место, са титулом nobilissime, намести другог свога стрица, Константина. Затим се присети да му Зое смета. И он је, као некада Михаило IV, с почетка показивао велико уважење својој помајци и понављао јој говор:
То је моја царица, то је моја владарка. Ја сав припадам њој!
Али ускоро, он је поче држати у страни, скресавши јој приходе потребне за њене трошкове, одбијајући јој почасти које припадају њеном достојанству, затворивши је у гинекеј под строгим надзором, одузевши јој њене жене, ругајући јој се отворено. Пријатељи су се утркивали убеђујући га да би паметно учинио кад би стару владарку збацио с престола, ако неће да дочека судбину својих претходника. Михаило V сматрао је да је довољно јак да покуша. Мислио је да је популаран у престоници: зар га нису о скорашњим ускршњим празницима дочекали на улица са неописаним одушевљењем, тако да су под ногама његовога коња улице биле застрте скупоценим ћилимима? Верујући у своју звезду, поносећи се оним што се усудио да предузме, презирући све савете, он се, 18. априла 1042. г., реши да отера своју добротворку.
Ноћу, између недеље и понедељка, Зоја буде затворена у своје одељење, под изговором да је хтела де отрује цара, и преко њене воље и протестовања, на брзу руку укрцана, са једном једином собарицом да јој буде на служби, на једну лађу која је одведе на суседно Принчевско Острво. Тамо, по заповести василеусовој, она би затворена у један манастир, обучена у калуђеричко одело, и маказе одсекоше њену дугу косу, сад већ седу, коју однесоше Михаилу V, да му покажу како је његова воља извршена. Опростивши се тако царице, и сматрајући да је она занавек мртва за свет, владар сазове Сенат и свечано објави збацивање њено с престола. Али он је рачунао без традиционалне привржености народа за Дом Македонски. Чим се у вароши прочула вест о удару, појави се жив покрет; свуда су се виђала само жалосна лица, гњевни изрази, узрујани разговори, бунтовни скупови, које су стражари с великом муком растурали; жене, поглавито, показивале су се врло раздражене и испуњавале улице својом грајом. И зато, кад се на Константиновом форуму појавио управник вароши да прочита царску поруку којом се објављује догађај, тек што је завршио саопштење, један глас нагло викну:
Нећемо калафата за цара! Хоћемо закониту наследницу, нашу мајку Зое!
Бескрајна граја одговори на те речи:
Смрт кадафату! Револуција је букнула.

## Побуна против Михајла Калафата
Народ се брзо наоружа свим што му је пало под руку, и необуздани талас ваљао се кроз улице града. Тамнице су биле разваљене, куће попаљене или опљачкане. Ускоро и двор буде нападнут. По савету свога стрица Константина, који је храбро са својим људима похитао у помоћ василеусу и организовао одбрану, Михаило V реши да побуњеницима учини један уступак. На брзу руку одоше да потраже Зое у њеном манастиру, и доведоше је у Свету Палату, врло уплашену у очекивању шта ће јој се догодити. Ужурбано, не дајући јој времена чак ни да промени њено калуђерско одело, одведоше је у царску ложу у хиподрому, и с њом се Михаило V показао побуњеној гомили. Али кад су владарку видели без њеног царског одела, огорчење народа за које су се надали да ће се стишати, само је порасло. Узалуд је цар покушао да одржи беседу побуњеницима; одговорише му псовкама и каменицама; вративши се у двор са старом царицом, несрећник је мислио само како ће себи бекством осигурати спас, кад га његов стриц Константин наговори да се одупре.
За то време, у Светој Софији, један непредвиђен догађај дао је побуни нове снаге.
Зое је, као што се зна, имала једну сестру, Теодору. Делећи са сестром престо по смрти Константина VIII, та принцеза је убрзо, мада ју је протокол стављао на мало потчињено место, изгледала да смета старијој сестри која ју је мрзела. Стављена прво под један обазрив надзор, она затим би оптужена да склапа завере против утврђене власти, и под тим изговором буде удаљена са двора и прогнана у манастир Петрион. Затим, после неколико месеци, наводећи да је друкчије немогуће, по речима једнога хроничара, свршити са „сплеткама и скандалима“, Зое, лично, оде у манастир, и у своме присуству даде Теодори одсећи косу. Живот принцезин изгледао је завршен. Она се сама уосталом без великих тешкоћа прилагодила својој судбини, задовољна спољним знацима поштовања које јој је одржала благонаклоност њеног зета, цара Романа, и мало помало, у манастиру где је била затворена, Теодора паде у заборав. Михаило IV је с њоме поступао као и са Зое, доста рђаво. Михаило V је радио још боље: изгледало је чак да он и не сумња да, осим Зое, постоји још један законити потомак Константина VIII, и он би био у великој забуни кад би га неко запитао да ли је Теодора жива или мртва.
Револуција од 1042. г. повратила је одједном у први ред ту заборављену калуђерицу. Кад је Михаило V збацио своју добротворку, усташи, тражећи каквог представника законите монархије, да би га истакли против насилника, сетише се Теодоре. Она је уосталом имала још пријатеља међу старим службеницима свога оца и у самом Сенату. Ти су политичари разумели да би нежна и превртљива Зое лако могла, чим се утврди на престолу, да поврати сву своју милост човеку који ју је опљачкао, и да је важно, ако се хоће да извуче нека корист од револуције, довести поред старе и попустљиве василисе једну енергичнију владарку. Отрчаше дакле у манастир Петрион, понудише царство калуђерици, и како се она устезала и бранила, гомила је поведе готово на силу. Бацише јој на рамена царски плашт, подигоше је на коња, и између голих мачева, уз народно клицање, она прође кроз варош и оде у Свету Софију. Патријарх, врло одан Дому Македонском, чекао ју је ту, да је прогласи за царицу. Бунтовници су имали своју царицу.
Зое је, као што се зна, имала једну сестру, Теодору. Делећи са сестром престо по смрти Константина VIII, та принцеза је убрзо, мада ју је протокол стављао на мало потчињено место, изгледала да смета старијој сестри која ју је мрзела. Стављена прво под један обазрив надзор, она затим би оптужена да склапа завере против утврђене власти, и под тим изговором буде удаљена са двора и прогнана у манастир Петрион. Затим, после неколико месеци, наводећи да је друкчије немогуће, по речима једнога хроничара, свршити са „сплеткама и скандалима“, Зое, лично, оде у манастир, и у своме присуству даде Теодори одсећи косу. Живот принцезин изгледао је завршен. Она се сама уосталом без великих тешкоћа прилагодила својој судбини, задовољна спољним знацима поштовања које јој је одржала благонаклоност њеног зета, цара Романа, и мало помало, у манастиру где је била затворена, Теодора паде у заборав. Михаило IV је с њоме поступао као и са Зое, доста рђаво. Михаило V је радио још боље: изгледало је чак да он и не сумња да, осим Зое, постоји још један законити потомак Константина VIII, и он би био у великој забуни кад би га неко запитао да ли је Теодора жива или мртва.
То је било у понедељак у вече. Прва брига нове владе састављене у Великој Цркви, била је да објави збацивање Михаила V, и да постави, не би ли себи осигурала престоницу, новог господара у управи вароши. Али ништа није било добијено док се двор држао. Цео дан у уторак тукло се око царске палате и у крвавим јуришима на њу паде више од три хиљаде жртава. Ипак, у вече, под напором нападача, врата попустише, и док се гомила забављала пљачкањем одаја, цар са својим стрицем и неколико пријатеља имао је времена да ускочи у једну барку и да морем стигне у манастир Студион. Ту двојица побеђених, цар и министар, обукоше калуђерско одело, надајући се да ће тиме спасти живот.
Победоносни народ пливао је у радости. Пселос каже на једном занимљивом месту:
Једни су приносили жртве Богу; други су клицали царици; прост народ је играо на трговима и певао тугованке о догађајима.
Зое, коју је Михаило V пре но што ће побећи пустио на слободу, и која је понова преузела власт у двору, није била мање срећна, и према томе сасвим расположена за праштање. Али у Светој Софији, у околини Теодориној, мање су били склони милости, и маса која је већ била принудила Зое да призна своју сестру као савладарку, сад је захтевала погубљење криваца. Узалуд је Зое покушавала да убеди Сенат како је згодније помиловати кривце, узалуд је са једног балкона на двору држала беседу гомили и захваљивала јој. Кад је почела говорити о збаченом цару и питала шта с њиме треба радити, одговори јој једнодушан узвик:
На смрт зликовца, подлаца! Натакни га на колац! Распни га! Ослепи га!
Док је Зое оклевала, Теодора је, сигурна у популарност, радила. На њену заповест, управник вароши, уз поруге народа, извуче из светилишта Студиона збаченога цара и његова стрица, и на самој улици, пред очима гледалаца, огорчених као „дивље звери“ на своје жртве, он им даде ископати очи. Затим их протераше. Револуција је била извршена.
У тој одлучној кризи, Теодора је својим посредовањем, својом енергијом, својом одлучношћу, заиста спасла ситуацију, и, према речима Пселосовим, „оборила тиранију“. Зато је, по сваку цену, Зое морала делити са својом сестром плодове победе. Свакојако, тој другарици коју је мрзела она би претпоставила ма кога другога, она би више волела, вели Пселос енергично, да види на престолу једног коњушара него да ту начини место Теодори: и зато се она толико заузимала да спасе Михаила V колико партизани њене супарнице да га смакну. Али Зое није имала да бира. Сенат, народ, изјаснили су се за њену сестру. Она попусти. Она се помири с Теодором, стеже је у наручја, понуди јој пола власти, и са великом парадом доведе је из Свете Софије да је смести у Свету Палату, Теодора, увек скромна, не хтеде друкчије да прими царство осим под условом да старијој сестри уступи прво место, и тада се виде чудна ствар, за коју Византија дотле никад није знала, да гинекеј постане званичан центар јавних послова, а царством да владају две старе жене. И, још чуднија ствар, те две старе жене умеле су постићи да их народ слуша.

## Владавина заједно са сестром Теодором
Ретко су, међутим, две блиске рођаке биле, у физичком и моралном погледу, различније него те две сестре. У колико је Зое била лепа, стасита, отмена, у толико је Теодора, иако мало млађа, била од природе неугледна: она је била ружна, и на њеном сувише дугачком телу сувише мала глава стајала је за чудо несиметрично. У колико је Зое била жива, жустра, лака, у толико је Теодора била сталожена, мирна, спора кад се требало одлучити на нешто. Зое је бацала злато пуним шакама, расипачки, раскошно, лудо дарежљива. Теодора је врло тачно рачунала: врло штедљива — можда зато што никад, пре доласка на владу, није имала много новаца у рукама, — она је волела да гомила богатство у простране касе; мало је трошила на себе, немајући нимало воље за раскош, а још мање на друге, пошто је имала мало склоности да даје. И најпосле, у колико је Зое била ватрена и страсна, у толико је Теодора била чедна, исправна, беспрекорна: она је увек одбијала удају. Добра девојка, уосталом, љубазна у опхођењу, насмејана при дочеку, затворена, повучена, скромна, она је изгледала створена за друге улоге и радо им се прилагођавала. Ипак је имала једну особину: добро је говорила и волела је да говори, а била је исто тако, кад затреба, као што се видело, способна за извесну енергију. Укупно узевши, као и Зое, била је осредња, без доследности. Али, и поред те заједничке осредњости, те две сестре биле су сувише различите да би се много волеле и дуго слагале.
Пселос је насликао врло занимљиву слику двора како је изгледао у то време. Свакога дана, према одредбама етикете, две царице, у парадном оделу, седале су једна поред друге на престо василеуса. Поред њих су стајали њихови саветници; а свуд Зчмоколо, чинећи двоструки круг, стајали су вратари, стражари, Варази, наоружани тешким секирама са две оштрице, сви оборених очију, из поштовања спрам пола двеју царица. А две владарке су судиле, примале посланике, расправљале о државним пословима, узимајући каткад реч благим гласом, да издаду какву заповест или даду одговор, одваживши се чак с времена на време да имају и личну вољу. И грађанске и војне власти приклањале су се под овим гипким и вештим женским рукама.
Али, како су обе у главном биле доста неспособне, таква влада није могла трајати. Дворска раскош, — сав се дворски свет, као наглом променом на позорници утркивао у сјају, — лудо разбацивање Зојно убрзо је испразнило ризнице. Новаца није било, верност поданика је попуштала, и све се више осећала неодложна потреба чврсте руке, мушке руке. Затим између две сестре непријатељски расположене борављење у двоје постајало је нелагодно, и двор се, међу њима, поделио на две непријатељске странке. Да би окончала такав положај, Зое помисли да може учинити само једну ствар, да се уда и по трећи пут. Тада јој је било шездесет и четири године.
Решивши се на то, — треба рећи ма како ствар чудно изгледала, да су је око ње сви храбрили — стара царица поче себи тражити супруга. Прво је помислила на Константина Даласена, кога је Константин VIII некад хтео да јој да за мужа. Али тај велики господин, славољубиве природе, и који је већ више пута био осумњичен да спрема државни удар, није показао довољно гипкости и снисходљивости која приличи положају цара-супруга. Он је био кратак, поставио је своје услове, објавио велике планове о реформама, мушке и чврсте одлуке. Цар такве врсте није се тражио у двору; ту незгодну личност вратише у његову провинцију. Зое помисли онда на једнога од својих старих љубимаца, великога телохранитеља Константина, кога је љубомора Михаила IV била удаљила из Цариграда. По карактеру, овај је био згодан; на несрећу, као некад Роман Аргир, он је био ожењен, а његова жена била је мање услужна него Романова: пре него да свога мужа уступи другој волела је да га отрује.

## Удаја за Константина Мономаха
Најзад, после више неуспелих покушаја, василиса се сети једног свог некадашњег пријатеља,. Константина Мономаха. У даљем сродству с Романом III, он је, дванаест или тринаест година раније, заузимао једно велико место на двору, и својом лепотом, отменошћу, лепим говором, вештином да забавља царицу, толико јој се био допао, да се много говорило о њој и њему, и да је прва брига Михаила IV била, чим се попео на престо, да отпрати у прогонство тога опасног пријатеља. Али га Зое није заборавила; она се користила револуцијом 1042. г. да га поврати из немилости и да га постави на место гувернера Грчке; сад јој је пало на ум да га уздигне још више; и како се њен избор врло свидео њеној околини, — сав се двор заиста одушевљавао овим питањем о удаји, — она се реши за њега.
Једноме од Августиних коморника буде наређено да новоме љубимцу однесе царске украсе, знамење и залогу његове велике среће, и да га доведе у Цариград без одлагања. Он свечано уђе у престоницу 11. јуна 1042, дочекан клицањем одушевљеног народа; затим, с великим церемонијама, свадба буде прослављена у двору; и мада је патријарх мислио да он лично не може благословити тај трећи брак, кога је грчка Црква одбацивала (Зое, као што се зна, била је по други пут удовица, а и Константин се женио два пута), један византијски првосвештеник био је у ствари сувише добар дворанин и сувише лукав политичар да би се дуго држао у строгости према сили. Приклонивши се околностима, вели пакосно Пселос, или пре вољи 6ожјој, он, после свршеног обреда, срдачно загрли нове супружнике.
Да ли је то био канонски чин, додаје иронично писац, или је било чисто удварање? Не бих умео рећи.
Било како му драго, Византија је имала цара.

## У браку са Константином Мономахом

### Особине
По спољашњости, нови владар је довољно оправдао царичин избор. Пселос каже:
Он је био, вели Пселос, леп као Ахил. Природа је од њега начинила савршен узор.
Лице му је било изванредно лепо: имао је белу кожу, танке црте, диван осмех, неко зрачење љупкости које се простирало по целој његовој појави. Особито сразмеран, имао је господски и лепо скројен стас, фине и лепе руке. Ипак се под том мало мекушном спољашњошћу крила необична јачина. Вичан свима телесним вежбањима, леп јахач, изврстан тркач, снажан борац, Константин је у себи сакривао читаве резерве снаге. Они којима би из забаве стегао руку, осећали би то по неколико дана, и није било предмета тако тврдог да се не би сломио под напором његових нежних и лепо негованих руку.
То је био један велики заводник. Уз то је био необично привлачан човек. Глас му је био пријатан, и лепо је говорио. Од природе љубазан, био је увек весео, увек насмејан, увек расположен да се забавља и да забавља друге. То је био поглавито добар човек, нимало охол, нимало сујетан, без извештачености и без злобе, увек готов да свима учини задовољство. Имао је и других особина. Мада би доста нагло плануо, тако да би му при најмањем узбуђењу крв јурнула у лице, он је био успео да се потпуно савлада; и увек господар од себе, он се показивао правичан, човечан, предусретљив, опраштајући чак и онима који су склапали завере против њега. Пселос каже:
Никада нисам видео симпатичније душе. Био је издашан до расипања, и радо је говорио, скоро као Тит, да кад не би учинио какву дарежљивост или какво човечно дело, изгубио би дан.
У истини, његова милост се каткад, граничила са слабошћу: да би учинио задовољство спојим љубимцима, дешавало му се да непромишљено раздели највиша места у држави. Његова племенитост ишла је често до разбацивања, толико је волео да око себе види срећне људе и задовољна лица. Он није умео ништа да одбије, ни својој жени, ни својим милосницама, увек отворене руке, увек расположен за забаву, и радо је изјављивао да је дужност свакога верног поданика да учествује у дворским забавама.
Иако не одвећ учен човек, Константин је био интелигентан; имао је жив дух, уживао је у друштву књижевно образованих људи. Примао је научнике као Константина Ликудиса, Ксифилина, Јована Мауропуса, Пселоса; по њиховом савету, он опет отвори цариградски Университет, и у њему створи школу права, да би осигурао довољан број снага за државну администрацију. Он учини и више. Уместо да дели места према рођењу кандидата, он је хтео да их даје према заслузи; и да би остварио ту реформу, он сам повери власт својим пријатељима књижевницима. Ликудис је био први министар, Пселос велики коморник и државни секретар, Ксифилин чувар печата, Мауропус лични секретар. Због свега тога, Константин је постао врло популаран. И најпосле, он је био храбар. Може бити да је, у ствари, та врлина код њега нарочито произлазила из његове мало фаталистичке равнодушности, коју је он радо исповедао и која га је навела да чак ни ноћу не поставља стражу пред вратима својих соба. Али, ма какво да јој је порекло, та је храброст била стварна, и испољила се у много прилика. И ако се укупно узме у обзир да је под владом Константина Мономаха византијска царевина, више пута победилац и уопште мирна, сачувала у свету сав свој дотадашњи углед, можда ће се из тога закључити да тај цар није у ствари био тако рђав владар као што су доцније говорили његови опадачи.
На несрећу, озбиљне мане квариле су те неоспорне врлине. Мономах је волео уживања, жене, лак и раскошан живот. Поставши цар срећним случајем, он је у највишој власти видео нарочито средство да задовољи своје прохтеве. Пселос лепо каже:
Спасавши се јаке буре, он је изишао на срећне обале и у мирно пристаниште царства, и није се бринуо да ли ће опет бити избачен на пучину.
Зато је он мало водио рачуна о државним пословима, остављајући ту бригу својим министрима. Престо је за њега био, по речима Пселосовим, само „одмор од његовога умора и задовољење жеља“. Као што је рекао један савремени историчар, „после владе жена, дошла је влада човека који је хтео да живи и да ужива“.
Врло заљубљиве природе, Константин је увек волео љубавне заплете, и имао их је, пре доласка на престо, неколико доста познатих. Два пута ожењен, и оставши два пута удовац, он се био утешио заволевши једну девојку, нећаку његове друге жене, и која је била из чувене породице Склероса. Она се звала Склерена; била је лепа, паметна; Пселос, који ју је познавао, описује је као необично допадљиву: „Није била, каже он, беспрекорне лепоте; али се допадала својим разговором без имало злобе или оговарања. Таква је била благост и љубазност њеног карактера да би могла разнежити стене. Имала је јединствен глас, звучан и готово ораторски говор; на њеном језику било је неке природне дражи, и кад је говорила, од ње је провејавала неисказана љупкост. Волела је, додаје књижевник, да ме пита о јелинским митовима, и у свој разговор мешала је оно што је била научила од научника. Имала је, у степену који никад ниједна жена није достигла, дар да уме слушати.
Као Пселосу, она се допадала свима. Први пут кад се показала у царској свити, један дворанин који је имао духа и књижевног образовања, поздрави је нежним и лепим ласкавим речима, наводећи две прве речи из дивних стихова Омерових, кад тројански старци, седећи на зидовима, кажу, видећи где пролази зрачна лепота Јеленина:
Не, није за покуду што Тројанци и Грци подносе толике невоље за једну тако лепу жену.
Алузија је била фина и ласкава; сви присутни су је схватили и одобравали је. И зар то није доказ колико је чудно била утанчана култура тога византијског друштва XИ века, које нам се по извесним цртама чини тако варварско, а које нам ова анегдота показује као тако пуно великих успомена на класичну Грчку, тако способно за префињено схватање, за књижевни укус, за љупке и нежне мисли.

### Спољашња политика
Једно од првих дела новога цара беше казнена експедиција против Зете. Драчки заповедник, патриције Михајло, доби заповед да покори Зету. Дукљанска Хроника има вест, да је цар послао посебне људе са доста злата и сребра, да покрене против Зећана рашког жупана, босанског бана и захумског кнеза. Ако би та вест била тачна, онда би то значило да те земље нису у то време биле у потпуној грчкој власти, него да су домаћи владаоци, можда под номиналном грчком врховном влашћу, имали извесна автономна права, или су их можда сами себи проширили услед метежа у Царевини, изазваних Дељановим и Зетским устанком. Ти су се владари одазвали позиву, послали своје чете у помоћ и поверили их Љутовиду, хумском кнезу, као врховном заповеднику у том походу. Он, доиста, крену против Зете с требињског подручја, а Грци са великом војском (говори се о 60.000 људи) навалише од Скадра и Бара. Зећани се повукоше у кланце црмничке нахије. Грци су опленили богате долине приморске Зете, и не хтедоше да иду дубље у планине. На повратку наиђоше све кланце око Сутормана поседнуте од Зећана. По причању Грка Кедрена, Срби су осули на Византинце камење и стене и стреле са својих висина, а ови су, не могући да употребе своје оружје, гледали само да изнесу живу главу. Настрадше ужасно. Као вихор, јурнуше Зећанци за преплашеном гомилом, која је, по грчком извештају, изгубила 7 заповедника и на 40.000 људи, и гонише их све до реке Дрима.
Победивши тако Грке, Војислав се обрте према Љутовиду. Изабра 50 од заробљених Грка, па их, онако заплашене и рањаве, посла пред собом Хумљанима, да испричају грчку погибију. Љутовид је, међутим, неактиван чекао код Клобука. Кад је Војислављев син Гојислав стигао са зетском војском пред Клобук, није му било тешко да разбије савезничку војску. Сам је Љутовид био рањен на мегдану са Гојиславом и двојицом његових људи. Зетски успех био је, према том, потпун на обе стране. Границе Војислављеве државе допреше, по Дукљанину, све до Војуше на истоку, а читава требињска област (с Конављем) на западу, заједно с неким деловима приморског Хума (до Стона) дође под његову власт. Ова је победа била извојевана крајем 1042. године.
После овог пораза Византија није предузимала ништа против Зете. Задржале су је, вероватно, у први мах опасне навале Руса, који стигоше до под саму престоницу (1043. год.) и заплети с Норманима, који почеше систематски потискивати Грке из јужне Италије. На сам Балкан све чешће упадаху гомиле Печенега. Византија је на муци с њима. Једне мити, друге шаље у војску, у Малу Азију, а треће, по предлогу намесника у Бугарској, насељава у подручју између Ниша, Софије и Скопља. Грамжљиви, насртљиви, непоуздани, они постају напаст Царевине; њихови походи, пљачкашки и разбојнички, допиру понекад до самог Цариграда. Војислав је, због свега овога, у далекој Зети био остављен на миру. Једино је дубровачки грчки стратег Катакалон намеравао једну превару у стилу оних, какве су изведене против Ивца и Сермона. Он се понудио Војиславу да му буде крштени кум једном новорођеном сину. Војислав је, лукав и опрезан, тобоже пристао и уговорио састанак у једном пристаништу. Катакалон је стигао са ратним лађама, али кад је ступио на сухо, искочише из заседе Војислављеви људи, те га с пратњом ухватише и оковаше. Срби на то освојише и ратне лађе, те на њима одведоше Катакалона као сужња у Стон. Војислав је умро у Прапратни, у својој престоници, и сахрањен је у цркви Св. Андрије.

### Константин у вези са Склереном
У почетку своје везе са Склереном, Константин Мономах радо би се био оженио њоме. Али грчка Црква била је, као што се зна, врло строга спрам трећег брака, нарочито кад су они који хоће да га закључе били приватне личности; Константин није смео пркосити тој забрани. Он је дакле живео са својом милосницом, и то је била велика страст његовога живота. Двоје љубавника нису могли бити једно без другог; чак их ни несрећа није могла раздвојити. Кад је Мономах био прогнан, Склерена оде за њим на Лезбос, ставивши му све своје имање на расположење, тешећи га у невољи, храбрећи га кад клоне духом, дајући му наде на лепшу будућност, уверавајући га да ће једнога дана бити цар, и да ће их тога дана законити брак сјединити занавек. С њиме, без жаљења и не малаксавајући, отмена млада жена проведе седам година на томе удаљеном острву, и наравно, кад је срећа довела Константина на престо, он није заборавио ону која га је толико волела.
И у наручју Зојином он је мислио на Склерену. Он је тако вешто удесио да му је и поред познате љубоморе царичине, поред мудрих савета његових пријатеља и његове сестре Еупрепије, пошло за руком да доведе своју милосницу у Цариград. Од првог вечера његове женидбе, он је говорио са Зое о њој, уосталом са вештом смотреношћу, и као о особи с којом треба лепо поступати, због њене породице; ускоро је успео код своје жене да она пише Склерени и да је зове у двор, уверавајући је у своју благонаклоност. Млада жена која је сумњала да је василиса много воли, била је само упола умирена због онога што је посланица крила, али је обожавала Константина; она се врати. Цар је одмах наредио да се за љубимицу подигне једна величанствена палата; и свакога дана, под изговором да иде да надгледа како напредује грађевина, проводио је по неколико часова са Склереном. Људи из царске свите, којима су за време тих посета изобиља давали да једу и пију, и дворани, кад би, у току званичних церемонија, познали по досадном изгледу владаревом како би желео да оде својој пријатељици, домишљали су се ко ће боље да му пронађе начина како ће измаћи и отићи својој драгој.
Ускоро је веза била јавна. Цар је Склерени дао кућу и гарду; он ју је обасипао богатим поклонима: тако јој је послао један огроман бронзани пехар, украшен дивним резбаријама и пун накита; и свакога дана појавио би се какав нов поклон, за који је он испражњавао ризнице. Најпосле се почео спрам ње понашати као спрам признате и законите супруге. Она је у двору имала своје одељење, где је Константин слободно улазио у свако доба, и добила је титулу севасте, која јој је давала место одмах иза двеју царица.
Супротно ономе што су сви очекивали, Зое је примила ствар са много филозофије, Пселос, веома непристојно, каже:
Она је била у годинама, кад жена више није много осетљива за такве патње.
Она је старила, и старећи много се мењала, Није више волела кићење, није више била љубоморна, пред крај живота постала је побожна. Сад је проводила по читаве часове клечећи пред иконама, грлећи их, говорећи им, зовући их најнежнијим именима; и, обливена сузама, ваљала се пред иконама у наступу мистичне страсти, дајући Богу остатке оне љубави коју је тако издашно делила другима. Она је дакле без муке пристала на најчудније уступке. Константину је вратила његову слободу, овластила га да прекине сваку ближу везу с њом, и један званичан акт, који су назвали „уговор о пријатељству“, буде ради тога потписан између мужа и жене и по правилу протоколисан царским Сенатом. Склерена је имала свој положај на двору; она се појављивала у званичним поворкама; звали су је именом владарке и василисе. Зое је гледала све то очарана, насмејана; она је срдачно грлила своју супарницу, и, између своје две жене, Константин Мономах био је срећан. Чак су пронашли, да би им било згодније, један диван распоред. Царска одељења била су подељена на три дела. Цар је себи задржао средину; Зое и Склерена заузимале су једна десно а друга лево одељење. И једним прећутним уговором, Зое више није улазила код цара, осим кад Склерена није била код њега, и кад је знала да ће га наћи самог. И та пажљива комбинација изгледала је свима чудо од оштроумности.
Једино је народ престонице схватио мање лепо ту чудновату заједницу. Једнога дана кад је Константин ишао у цркву Светих Апостола, један глас викну из гомиле, у тренутку кад је цар излазио из двора:
Нећемо Склерену за царицу! Нећемо да се због ње убијају наше мајке Зоја и Теодора!
Маса се придружи, створи се гужва, и да није било посредовања две порфирородне старице, које се показаше на балкону царске палате и умирише светину, Мономах би лако могао изгубити живот у том догађају.
До дана њене смрти, Константин остаде веран Склерени. Кад је једна изненадна болест однесе, он је био неутешан због тога губитка. Плачући као дете, он је разметљиво излагао свој бол; приредио је својој драгој величанствен погреб, наредио је да се сазида раскошна гробница. Затим, како је био човек, потражио је друге милоснице. Најзад, после неколико пролазних љубави, он се занесе за једном малом принцезом из Аланије, која је живела као талац на византијском двору. Опа, изгледа, није била много лепа, али је имала, по нахођењу Пселосовом, две дивне ствари., врло белу кожу, и јединствене очи. Од дана кад је опазио ту младу варварку, он због ње остави све своје друге љубави, и његова страст оде тако далеко да, кад Зое умре, он озбиљно поче помишљати, пошто ју је јавно прогласио за своју милосницу, да се њоме законски ожени. Ипак, није смео дотле ићи, из страха од црквене анатеме и, исто тако, бојећи се прекора своје строге свастике Теодоре. Али бар је дао својој љубимици титулу севасте, исту коју је некад подарио и Склерени; он је окружи свом царском раскоши и сјајем, и обасу је накитом и златом. И мала Черкескиња, са главом и грудима покривеним златом, златним змијама око мишица, тешким бисером у ушима, појасом од злата и драгог камења који је стезао њен танак струк, виђала се како председава као права харемска лепотица, свима дворским свечаностима. За њу, за родбину која је сваке године долазила из далеке Аланије да је посети, цар је испразнио што је остало новаца у ризницама, и сваком ко би наишао он је њу представљао као своју жену и закониту царицу. Она ће уосталом доцније чудновато ожалостити последње дане цара тако лудо заљубљеног у њене лепе очи.
Тако је, око средине XI века, под владом Константина Мономаха и Зое, византијски двор заиста давао занимљиву и доста чудновату слику.

### Константин Мономах на власти
Водећи живот какав је волео, цар се био брзо истрошио. То више није био некадашњи лепи Мономах, тако отмен, тако снажан. Сад је патио од стомака, а нарочито од подагре. Напади су били тако јаки, да његове унакажене и криве руке нису више могле држати предмете, да његове болне и надувене ноге нису хтеле више да га држе. Понекад, кад је имао примања, био је неспособан да устане; тада би примао опружен на постељи; али би му и лежећи став убрзо постао несношљив, и слуге су га непрестано морале премештати с једне стране на другу. Често му је било тешко чак и да говори. Али он је нарочито изгледао жалосно кад се требало појавити у каквој званичној поворци. Њега су морали подићи на коња, и он је полазио са два јака служитеља са стране, који су му одржавали равнотежу; целим путем којим је требало да прође, брижљиво су уклањали камење, да би га поштедели наглих и сувише јаких покрета, и василеус је тако одлазио, измучена лица, задувана дисања, пуштајући да се опусте узде, које више није могао узети у руке. Треба додати у похвалу Константинову, да је своју болест сносио храбро, увек насмејана лица, увек веселе нарави. Говорио је шалећи се, да му је Бог сигурно послао ту болест да заузда његове сувише ватрене страсти, и забављао се филозофирајући о својим патњама. Уосталом чим би му било боље, није се лишавао ни уживања ни милосница.
Поред владара живеле су две порфирородне старе, које су с годинама биле постале мало настране. Зое, проводећи време у прављењу мириса, затварајући се лети као и зими у прегрејане собе, и не напуштајући свој омиљени посао осим да пали тамњан пред својим драгим иконама и да их пита о будућности; Теодора, непрестано бројећи новац нагомилан по њеним сандуцима, и не интересујући се готово низашта друго, сва претворена у чистоту и побожност. Око њих су се кретале званичне милоснице, Склерена, мала принцеза из Аланије и друге, дворани, љубимци, често људи доста нискога порекла, за којима би се цар залудео, и које је тада уздизао до највиших положаја у Држави. И сав тај свет се претерано забављао и трудио се да забавља цара.
Константин је заиста волео да се смеје. Кад су хтели да говоре о неком озбиљном послу, најбољи начин, једини, да се привуче његова пажња, било је казати му прво какву добру шалу. Озбиљно лице га је плашило; каква дворска будала одмах би освојила његову наклоност. У ствари, што га је нарочито разонођавало биле су масне шале, гломазне лакрдије, луцкасте измишљотине. Музика, песма, игра биле су му досадне; он је хтео забаве друге врсте, и често доста сумњива укуса. Пселос нам је сачувао неколико примера тих шала, и треба признати да, ако су изгледале смешне у XI веку, оне нам изгледају данас више безначајне. Тако је царево велико задовољство било да чује неког како муца, како се кида у узалудним напорима да јасно изговори речи, и прича се да је један дворанин имао великог успеха на двору симулирајући потпуну безгласност, која се мало помало губила у нејасним звуцима и у жалосном муцању. Он је тим лепим даром у толикој мери одушевљавао Константина, да постаде званични љубимац владаочев, и отада су га видели како слободно улази у свако доба код цара, стеже му руке и љуби га у уста, седа: смејући се на постељу поред њега, и каткад чак, усред ноћи, иде да га пробуди, да му исприча какву причу више или мање смешну, а у главном да му том приликом извуче какву милост или какав поклон.
Имајући свуда слободан улазак, дворска будала је улазио чак и у царски гинекеј, и веселио је двор причама које је тамо причао. Измишљао је приче и о самој чедној Теодори, тврдећи да је она имала деце, дајући хиљаду смешних појединости о том догађају и завршавао је показујући мимиком тобожње порођаје принцезине, подражавајући јечање породиље, вречање новорођенчета, стављајући у уста старе и исправне владарке свакојаке смешне и слободне говоре. И сви су се зацењивали од смеха, па и сама Теодора, и наш је човек био љубимац гинекеја. Једино озбиљним људима то је падало мало тешко, али, као добри дворани, чинили су што и други. Пселос је рекао са неком горчином:
Ми смо се морали смејати, када би пре било место за плакање.
Сигуран у општу наклоност, тај чудни љубимац уради још нешто боље. Он се загреја за младу принцезу из Аланије, и како је био забаван, имао је, изгледа, доста успеха код мале варварке. Опијен тим успехом, и уосталом врло озбиљно заљубљен у лепотицу, он онда дође на мисао, у једном заносу љубоморе, да убије цара свога супарника и да заузме његово место. Нађоше га једно вече, са мачем у руци, на вратима спаваће собе Мономахове. Одмах га затворише, и сутрадан, под председништвом василеуса, скупи се суд да му суди. Али ово је најлепше у целом догађају. Кад је Константин видео свога драгог пријатеља окованог ланцима, његова милостива слабост узбуди се на тај призор, и очи му се напунише сузама и рече:
Ама одрешите ми овога човека, узвикну он, тешко ми је кад га видим таквог.
Затим запита благо кривца шта га је управо навело на његов злочин. Овај објасни да је то била прекомерна жеља да метне на себе царске украсе и да седне на престо василеуса. На ту изјаву, Константин прсну у смех и одмах нареди да се задовољи ћуд тога човека. Затим, окренувши се своме љубимцу рече му:
Сад ћу ти метнути круну на главу, обући ћу ти пурпурну хаљину. Врати ми само, молим те, твоје обично лице и твој љубазан свакодневни израз.
На те речи, сви присутни, и саме судије, не могоше задржати озбиљност, и једна велика гозба запечати измирење цара и његовог љубимца.
Охрабрен том милошћу, наш човек наравно продужи своје односе с царевом милосницом. У присуству целога двора, пред самим очима господаревим, он се на њу смешио и давао јој знаке. Али се Константин само смејао тој игри и говорио је Пселосу:
Погледај га јадан човек. Он је још једнако воли, и његове прошле несреће нису му биле за памет.
То је баш био „јадан човек“ који би чинио задовољство Молиеру!
Док је лакомислени цар губио време у лудоријама, — речи су од Пселоса, — док је расипао државни новац на ташту раскош, на величанствене грађевине, на детињасте и убитачне ћуди, занемарујући војску, крњећи плате, смањујући број војника, спремали су се за блиску будућност најозбиљнији догађаји. Већ су се на хоризонту помаљале две олује које су ускоро имале да се устреме на царевину, Нормани на Западу, Турци на Истоку. У унутрашњости, незадовољство војничке странке, уморене од слабости грађанске власти, разјарене због немилости у коју су пале најславније војсковође, испољавало се у опасним покушајима да се изјасне против владе. И најзад, користећи се небрижљивошћу Мономаховом, један славољубиви патријарх, Михаило Керуларије, извршио је одвајање Византије од Рима.

## Смрт
Године 1050. Зоја Порфирогенита, стара седамдесет и две године, завршила је свој дуги и бурни живот. Константин Мономах, њен муж, који ју је, као што се видело, још од пре осам година занемарио, сматрао је за дужност кад ју је изгубио, да је савесно оплаче. Он је учинио још више: хтео је да је уврсти у ред светитељки, и трудио се да пронађе свакојака чуда која су се десила на њеном гробу, да би свима доказао да је њена душа међу анђелима. То је било сувише части за ту стару жену, чулну и страсну, која је тако жалосно узбунила варош и двор својим саблажњивим удајама и својим љубавима. Зато Мономах није одвише наваљивао с покушајем да је огласи за светитељку: он се брзо утешио, као што се зна, и у смрти Зојиној нашао је нарочито згодну прилику да озваничи своју најновију љубимицу.

## Породично стабло
| \| \| \| \| \| 2. Константин VIII \| \| \| \| \| \| \| \| \| \| \| \| \| \| \| \| \| \| \| \| \| \| \| \| \| \| \| \| \| \| \| \| \| 1. Зоја \| \| \| \| \| \| \| \| \| \| \| \| \| \| \| \| \| \| \| \| \| \| \| \| \| \| \| \| \| \| \| \| \| \| \| \| 3. Хелена \| \| \| \| \| \| \| \| \| \| \| \| \| \| \| \| \| \| \| \| \| \| \| \| \| |           |  |  |                    |  |  |  |
| |           |  |  | 2. Константин VIII |  |  |  |
| |           |  |  |                    |  |  |  |
| |           |  |  |                    |  |  |  |
| |           |  |  |                    |  |  |  |
| | 1. Зоја   |  |  |                    |  |  |  |
| |           |  |  |                    |  |  |  |
| |           |  |  |                    |  |  |  |
| |           |  |  |                    |  |  |  |
| | 3. Хелена |  |  |                    |  |  |  |
| |           |  |  |                    |  |  |  |
| |           |  |  |                    |  |  |  |